# 克拉克夌堡 (伊利諾伊州)
克拉克斯堡（英語：Clarksburg）是位於美國伊利諾伊州謝爾比縣的一個非建制地區。該地的面積和人口皆未知。

## 地理
克拉克斯堡的座標為39°19′48″N 88°44′30″W / 39.33000°N 88.74167°W，而該地的平均海拔高度為189米（即620英尺）。